# Конари (Равицький повіт)
Конари (пол. Konary) — село в Польщі, у гміні Мейська Ґурка Равицького повіту Великопольського воєводства.
Населення — 1125 осіб (2021).
У 1975-1998 роках село належало до Лешненського воєводства.

## Демографія
Демографічна структура станом на 2021 рік:
|          | Загалом | Допрацездатний вік | Працездатний вік | Постпрацездатний вік |
| -------- | ------- | ------------------ | ---------------- | -------------------- |
| Чоловіки | 554     | 114                | 358              | 82                   |
| Жінки    | 571     | 128                | 302              | 141                  |
| Разом    | 1125    | 242                | 660              | 223                  |